# Кубраков, Александр Николаевич
Алекса́ндр Никола́евич Кубрако́в (укр. Олекса́ндр Микола́йович Кубрако́в; род. 20 августа 1982, Першотравенск, Днепропетровская область, Украинская ССР, СССР) — украинский политик, предприниматель, эксперт IT-рынка и рынка мобильной связи. Советник министра обороны Украины с 7 января 2025 года. Народный депутат Украины IX созыва (2019), министр инфраструктуры Украины (20 мая 2021 — 30 ноября 2022). Вице-премьер-министр Украины по вопросам восстановления — Министр развития общин, территорий и инфраструктуры (2022—2024).

## Биография
Окончил Киевский национальный экономический университет (маркетолог), краткосрочную программу в «Harvard Kennedy School».
Кубраков является соучредителем группы компаний «Город для людей» и ООО «Еврокомунсервис».
Он принимал участие в реализации ряда проектов: «Домашний интернет» от Киевстар, транспортная стратегия Киева (вместе со Всемирным банком).
Исполнительный директор Ассоциации «Информационные технологии Украины». Возглавляет сектор IT-Telecom Офиса эффективного регулирования BRDO.
Работал советником в IT-сфере Киевского городского головы Виталия Кличко.
Председатель Государственного агентства автомобильных дорог с 19 ноября 2019 по 20 мая 2021 года.
19 мая 2021 года премьер-министр Украины Денис Шмыгаль представил Верховной Раде кандидатуру Кубракова на должность министра инфраструктуры Украины. В тот же день комитет Верховной Рады по вопросам транспорта и инфраструктуры поддержал кандидатуру Кубракова для назначения на эту должность. 20 мая 2021 года был назначен министром инфраструктуры, за его назначение проголосовало 284 депутата.
Один из подписантов соглашения «зернового соглашения» с Турцией и ООН 22 июля 2022 года в Стамбуле.
1 декабря 2022 года был назначен Вице-премьер-министром Украины по вопросам восстановления.
9 мая 2024 года Верховная рада проголосовала за отставку Кубракова с должности вице-премьера по восстановлению страны и министра развития общин, территорий и инфраструктуры, «за» отставку Кубракова проголосовали 272 нардепа, 35 депутатов «воздержались» от голосования.
С 7 января 2025 года — советник министра обороны Украины.

## Политическая деятельность
Кандидат в народные депутаты от партии «Слуга народа» на парламентских выборах 2019 года, № 30 в списке. На время выборов: руководитель сектора телекоммуникаций и Ай-Ти Офиса эффективного регулирования, беспартийный. Проживает в городе Киеве.
Член Комитета Верховной Рады по правам человека, деоккупации и реинтеграции временно оккупированных территорий в Донецкой, Луганской областях и Автономной Республики Крым, города Севастополя, национальных меньшинств и межнациональных отношений.

## Награды
- Орден «За заслуги» III степени (2022)[19]